# Duel Masters Rev.
『Duel Masters Rev.』（デュエル・マスターズ レボリューション）は、漫画・高橋伸輔、シナリオ・神先史土による日本の漫画作品。『週刊少年サンデー』（小学館）2012年39号から2013年32号まで連載され、真の最終回「ファイナルデュエル」がクラブサンデーに掲載された。単行本全5巻。テクニカルアドバイザーとして真木孝一郎が参加している。
タカラトミーが展開するトレーディングカードゲーム『デュエル・マスターズ』（デュエマ）を主題に据えた作品。『月刊コロコロコミック』系列の雑誌以外で『デュエル・マスターズ』の漫画が連載されるのは初である。

## ストーリー
小学生の頃にデュエマに夢中になっていた15歳の虹矢未来は、幼馴染の白鳥愛美に誘われて久々にデュエマをする。当時の興奮が蘇った未来は、小学校を卒業した時にタイムカプセルにカードを入れたことを思い出し、早速愛美と共に掘り出しに行く。カプセルの中にあったのが手描きのセブ・コアクマンで落胆する未来だったが、その帰り道に実体化したクリーチャーを目撃し、クリーチャーを実体化させる能力を持つ超人類「PREVO」（プレボ）に覚醒してしまう。
戦いを求めるPREVOの本能により、未来の元には続々と他のPREVO達が集まり始め、未来は彼らとの命懸けのデュエルに挑む。

## 登場人物
虹矢 未来（こうや みらい）
本作の主人公。15歳の男子中学生。空手部に所属しているが、勉強にも部活にもあまり熱中できずにいる。愛美に誘われた「バイト」をきっかけに、小学校時代にハマっていたデュエマへの情熱を思い出し、再びデュエマの世界に足を踏み入れるが、それをきっかけとしてカードのクリーチャーを実体化させるPREVOに覚醒し、他のPREVOとの戦いに身を投じることになる。PREVOであると同時に、倒したPREVOの能力を消し去る能力も持つ。
連載初期は《変幻の精霊ナイツ・オブ・コバルト》を主軸に、水・光のブロッカーを主体としたデッキを使用し、《ヘブンズ・ゲート》などのS・トリガーやガチンコ・ジャッジによる一発逆転を狙うのが基本戦術である。なお、小学校時代は《無双竜機ボルバルザーク》（後にプレミアム殿堂）と、手描きの《セブ・コアクマン》を投入したデッキを使っており、どちらかというと火力で攻める中速ビートダウンデッキを使用していた。デュエマ復帰後は正式にカード化された《セブ・コアクマン》をデッキに入れている。
だがこのデッキには「S・トリガーが出なければ攻めに転じられない」「戦いが受け身になる」という欠点があり、レエンの攻撃的なデュエルとブラック・ボックス・カップ予選敗退を受け、アリスに託された《紺碧術師フューチャー》を切り札とした、攻撃型の新たなデッキを作成した。
彼の正体はPREVOではなく、自然に進化を遂げた真の超人類である。倒したPREVOの能力が消えていたのは、「本当の進化が人工進化を駆逐した」結果であるという。
白鳥 愛実（しらとり まなみ）
未来の幼馴染で、中学生になってカードゲームをやめた未来をほぼ強引にデュエマに復帰させた張本人。15歳。小学生時代に未来に教わったデュエマをずっと続けており、カードショップ「インフィニティ」では有名人で、特に可愛い為に店に通っている男子達の間では好意を寄せている者も多い（実際、店長が未来を自身の彼氏だと勘違いされた際は、他の男子たちが一斉に未来を睨み、誤解だと分かると安心しているかのような描写がなされた）。PREVOについては何も知らず、クリーチャーを見る事も出来ない。
一見おしとやかだが、少々暴力的な面が見られ、未来のボケに対してよく蹴りでツッコミを入れる。スカートでキックするためにパンチラが非常に多いが、本人はそれを指摘した未来に対して「スケベ」と言うなどの気にはしており、また入浴シーンがあったりといわゆるお色気担当にもなっている。
初期はデュエルシーンが少なく、実力も明確には描かれていなかった。中盤以降は《偽りの名 ナッツ・スパゲッティーノ》で自然のウィニーを大量展開する戦術を駆使し、ブラック・ボックス・カップではアリス共々ベスト4となり、予選敗退した未来や中途敗北したレエンを越える活躍を見せた。なぜかブラック・ボックスを開ける力を持っており、解放された《神人類ヨミ》に憑依され、未来の前に立ちふさがった。最後はミライの《セブ・コアクマン》に救われた。
店長
「カードショップ・インフィニティ」の店長。オネエ口調でしゃべる謎の人物。未来がタイムカプセルにカードを入れた話に興味を持ち、「楽で儲かるバイト」と称して未来を店に招く。
彼もまたPREVOであり、多くのプレイヤーと接するその立場を利用して、HuPoLabによるPREVOの研究に手を貸している。
ヨミと未来の最終決戦後もカードショップは経営しているようで、どうやらアリスを雇ったことで店の人気が上がった模様。
脇役でも名前を設定されていることが多い今作において、重要人物でありながら最後まで名前が明かされることはなかった。
黒沢 絵里（くろさわ えり）
「カードショップ・インフィニティ」のオーナーで、HuPoLab（ヒト潜在能力研究所）理事長。インフィニティを利用してPREVOの研究を行っている。ヨミの魂が封じられたブラック・ボックスを開けるために暗躍するもミライにより阻まれ、「ファイナルデュエル」において完全体となったヨミに殺害された。
水元 恭平（みずもと きょうへい）
20歳。実体化した「パクリオ」を利用して女子中学生を盗撮し、その画像をインターネットに流していた卑劣漢。
愛美を標的にしたことで未来にクリーチャーを目撃されたことで犯行がバレ、口封じの為に愛美を人質にとり、未来をデュエルで葬ろうとする。
彼の世界はタイル張りの床で、壁には盗撮された少女たちのパンツの写真が無数に飾られており、自身は「素敵」と発言している。未来相手に有利に戦いをすすめるも、最終的には《ヘブンズ・ゲート》による逆転を許し、全身が溶解して命を失いかけるが、店長のPREVO能力によって救われた。
敗北後はPREVO能力を失ったらしく、龍神にその事を伝えた。
「サイバーロード」「サイバー・コマンド」を軸とする嫌らしいデッキを使用する。
霧谷 愛莉子（きりたに ありす）
15歳の中学3年生。未来の後輩。通称及び一人称は「アリス」。いつも人形の「ジェニー」を持ち歩いている。
5年前に未来にデュエマを教わって以来、「婚約者」を名乗って付きまとっている。
彼女もPREVOであり、持ち歩いている人形の正体は実体化させた《解体人形ジェニー》である。一見可愛らしいがその本性は極度のヤンデレで、一方的な思い込みでジェニーを使い人を殺傷しようとする危険人物である。
《解体人形ジェニー》《特攻人形ジェニー》などによるハンデス（手札破壊）や、《地獄門デス・ゲート》《黒神龍アンヤク・アンヤト》による全体除去コンボ（本人曰く「鏡の国のアリス」）を主な戦術とする。
彼女の世界は、草原にそびえたつお城、巨大なスイーツや人形などが散見される。未来曰く、「なんかいい匂いがする」。ジェニーに唆される形でミライとデュエルするが、完璧であった「鏡の国のアリス」を逆用されて敗北。以降はマナミに対抗意識を燃やしつつもミライをサポートするようになり、ブラック・ボックス・カップではミライに新たな切り札《紺碧術師フューチャー》を託した。なお、彼女自身は愛美と並びブラック・ボックス・カップベスト4という成績を残している。
萩原 蓮炎（はぎわら レエン）
ミライの幼馴染でPREVO。行方不明になった姉を探している。
「無限鉄拳オニナグリ」を切り札とし、ひたすら無限アタッカーと除去で殴り続ける攻撃的なデッキを使う。
彼の世界は空手の道場で、守りを主とする未来に対し「闘いはビビった方が負け」と発言している。人体発火事件の犯人を追う途中で未来と交戦、未来にはその犯人ではないかという疑いを向けられるが、小学生のような、負ける可能性もあるプレイングをしていたことで、未来とは「友達同士の決闘だった」と和解、龍の男を追っていることを明かした。
黒沢 世観（くろさわ よみ） / 神人類ヨミ
黒沢絵里の弟で、九龍の指導者。かつてHuPoLabによって行われた人体実験により初めて覚醒したPREVOで、ゴッド・ノヴァ達を操る力を持つ最強の存在。自らを進化した人類「神人類」と呼ぶ。力と魂をブラックボックスの中に封印されていたが、マナミによって解放され、マナミに憑依してミライと戦う。
ブラック・ボックス・カップの後、絵里によってカードに宿った力を肉体に戻され、完全体としてミライに「ファイナルデュエル」を挑んだ。
デッキのほとんどが無色クリーチャーで占められ、あらゆる手段でゴッド・ノヴァを召喚してひたすらG・リンクする戦法を使う。切り札は自身の力を宿すゴッド・ノヴァ《神人類ヨミ》。

## 用語
デュエル・マスターズ
トレーディングカードゲーム。作中では「頭脳の格闘技」と呼ばれ、大人気を誇る。
人間が抑圧している闘争本能を目覚めさせる効果があり、PREVOを誕生させるきっかけとなった。
PREVO（プレボ）
現在のヒトが「超人類」に進化する過程で生まれた新たな種族で、水元曰く「現人類（ホモ・サピエンス）の最終形」。カードのクリーチャーや呪文を実体化させ操る能力を持つ。実体化したクリーチャーは現実の物体に影響を与える事が出来るが、PREVO以外には見る事も触ることもできず、同じく実体化したクリーチャーでしか対処することはできない。実体化したクリーチャーが現実で倒された場合、カードそのものが粉々になってしまう。また、実体化したクリーチャーは「クリーチャーを手札に戻す呪文」を唱えないとカードに戻せない。
PREVOの正体は、人間の「爬虫類脳」（脳幹）に宿った「龍の力」を覚醒させた人類である。ただし、それは後述する特殊カードによってもたらされた人工進化でしかなく、自然発生した真の進化人類に淘汰される運命にある。
デュエマ・スペース
PREVO同士が戦闘するための空間。二人のPREVOがデッキを突き合わせることで出現し、PREVO本人の心象風景が実体化される。フィールドにはPREVO以外の人間は来ることはできず、空間内で長く戦っても現実世界では一瞬しか経過しない。戦いのルールは通常のデュエマと同様で、実体化したクリーチャーによるバトルを周囲の被害を気にせずに行うことが出来るが、デュエマに敗北すると命を失うこともある。
HuPoLab（ヒューポラボ）
ヒト人工進化研究所の略。旧日本軍の731部隊を発端とし、ヒトの新たな可能性を研究する秘密結社。黒沢世観を使った人体実験によってPREVOの存在を突き止め、爬虫類脳を刺激する特殊なデュエマカードを開発し、カードショップを通じて世界にばらまいていた。
九龍（クーロン）
PREVOによる組織。HuPoLabの非道な人体実験から脱走した人々が結成し、旧人類及びHuPoLabの抹殺を目的とする。